# Cosesaurus
Cosesaurus es un género extinto de reptil arcosaurio prolacertiforme. Es conocido por un único fósil hallado en España y datado en el Triásico Medio. El fósil es un buen ejemplo de esqueleto bien articulado y con preservación de partes blandas, incluyendo una medusa adherida.

## Clasificación
En 1977, Ellenberger propuso que Cosesaurus fue un ancestro de las aves modernas.  Las supuestas características avianas de Cosesaurus son: la supuesta aparición de plumas (difícilmente verificables), el aspecto general del cráneo, proporcionalmente grande y con órbitas también mayores de lo normal (características comunes en los ejemplares juveniles de los vertebrados que en realidad pueden significar que se trata de un individuo joven), la presencia de fúrcula y la coosificación de vértebras caudales (ambas características muy dudosas).  Padian y Chiappe (1998) consideraron a Cosesaurus como un arcosaurio prolacertiforme.
El investigador aficionado David Peters ha situado erróneamente a Cosesaurus junto a Sharovipteryx, Longisquama y los pterosaurios en el supuesto clado "Fenestrasauria". Esta inclusión de los pterosaurios en el mencionado grupo no ha sido apoyada nunca por los investigadores serios del tema, quienes demostraron que los "métodos de investigación" de Peters son erróneos, falaces y pseudocientíficos.